# 1,2-二吗啉基乙烷
1,2-二吗啉基乙烷（DME）是一种有机化合物，化学式为C10H20N2O2。它可由吗啉和1,2-二溴乙烷回流反应制得。它是一种配体，可以和氯化锌或硝酸镍在甲醇中反应，得到Zn(DME)Cl2或Ni(DME)(NO3)2。